# KAITO
KAITO是日本音乐科技公司Crypton Future Media发行的VOCALOID歌声库（電子歌手軟體）系列，此系列是由日本歌手風雅直人录制数据。
其虚拟形象是由日本插画师川崎贵司（川崎貴司）创作的同名虚构人物，目前是由日本插画师iXima作造型设计，他是留着深蓝色短发和系着蓝色围脖的年轻男性，身份为虚拟歌手，代表色为蓝色。

## 版本
| 年份               | 标题                             | 语音库                                                                    | 引擎       | 平台                                             | 操作系统      |
| 歌声合成           | 歌声合成                         | 歌声合成                                                                  | 歌声合成   | 歌声合成                                         | 歌声合成      |
| ------------------ | -------------------------------- | ------------------------------------------------------------------------- | ---------- | ------------------------------------------------ | ------------- |
| 2006年             | 《Vocaloid Kaito》               | - KAITO                                                                   | Vocaloid   | Vocaloid Editor                                  | Windows       |
| 2017年             | 《Vocaloid 3 Kaito V3》          | - KAITO_V3_Straight - KAITO_V3_Soft - KAITO_V3_Whisper - KAITO_V3_English | Vocaloid 3 | Vocaloid 3 Editor （兼容更高版本） Piapro Studio | Windows macOS |
| 2024年             | 《Piapro Characters Super Pack》 | - KAITO_SP                                                                | Vocaloid 4 | Piapro Studio                                    | Windows macOS |
| 「——」表示不确认。 |                                  |                                                                           |            |                                                  |               |

- 《Vocaloid Kaito》是由雅马哈开发，于2006年2月17日由Crypton Future Media发行的Vocaloid歌声库。

- 《Vocaloid 3 Kaito V3》是由Crypton Future Media开发，于2013年2月15日发行的Vocaloid歌声库组合，包含了三部日语歌声库「Straight」「Soft」和「Whisper」，以及一部英语歌声库「English」，此外，在Vocaloid 4 Editor ver 4.3.0中三部日语歌声库支持使用交叉合成（XSY）功能。[1]

## 发展

《Vocaloid Kaito》的封面人物插图

Crypton Future Media成立之初是从事音频软件的进口贸易，之后在本土提供手机铃声分发的服务中接触到生产手机音频芯片的日本乐器公司雅马哈，之后雅马哈与Crypton合作推出了由前者开发的第一款Vocaloid的女性日语歌声库《Vocaloid Meiko》，他们曾考虑在包装封面上像那些印着相应实物图像的音色库一样印上真人图像，但在多次讨论后决定印上年轻女性的漫画插图，这名人物手握麦克风动作活泼，他们希望能给用户带来动感和节奏感，这种创新的决策奏效了，购买《Vocaloid Meiko》的消费者不仅包含好奇的和初学的计算机音乐用户，还有喜欢动漫的人，之后他们合作的第一款Vocaloid的男性日语歌声库《Vocaloid Kaito》也延续了这种设计，Crypton找到札幌当地的插画师川崎贵司（川崎貴司）给《Vocaloid Kaito》创作人物插图，并且《Vocaloid Kaito》没有像《Vocaloid Meiko》那样是取自配音员的名字来命名，而是在互联网上募集到「Kaito」的名称，被选中的原因是不仅方便外国人阅读，并且与「Meiko」的构词搭配。曾经第一款男性日语歌声库有两部候选者，日本歌手風雅直人录制的歌声库和日本歌手比山貴咏史（比山貴咏史）录制的歌声库，前者被选中后，后者则经过重新开发后被交由日本软件公司AHS制造成《Vocaloid 2冰山清辉》发行。
《Vocaloid 3 Kaito V3》是由Crypton的员工佐佐木涉（佐々木渉）执导开发，他还执导开发过CV系列和《初音未来Append》等歌声库，初期佐佐木提出了要展现出Kaito另一面的「Kaito Append」概念，但是在确定声音和人物服饰的方向上遇到了难题，在尝试「Strong」和「Dark」的歌声风格后，佐佐木发现風雅直人的发声方式超出了他的预期，于是他放弃改变音色的方向，而是转向根据「声音强弱」「气息成分」「松弛」等细微差别来寻找风格，最后他让風雅使用接近第一代的音色为基准来尝试不同的风格，佐佐木感觉这些不与第一代的Kaito有什么违和感，还决定Kaito的新人物服饰上也要致敬原先的设计，新的人物服饰还增加了胸标和琴键图案等与CV系列类似的的元素。《Vocaloid 3 Kaito V3》的开发人员总共有五位，除了负责录音方向和执导的佐佐木，还有负责辨听剪辑的一人，从巡音流歌开始专门负责英语歌声库的一人，负责处理样本后期的一人，还有一名录音室工程师，歌声样本是使用在2011到2012年录制的，原先的歌声样本则被用做参考，并且Kaito的英语歌声库是最后被提出安排。

### 使用条款
Crypton为了支持内容创作者的活动，在2009年6月4日发布了Piapro Character License（ピアプロ･キャラクター･ライセンス，PCL）和Character使用Guideline（キャラクター利用のガイドライン），允许创作者在不违反公共秩序和道德的前提下非商业性质使用旗下包括Kaito的五名虚构人物的衍生作品。2012年12月14日，Crypton宣布旗下五名虚构人物的官方插图采用知识共享许可协议的署名-非商业性使用3.0未本地化版本（CC BY-NC 3.0）许可协议。2021年6月1日，Crypton解除了在视频分享网站YouTube上使用旗下五款歌声库和五名虚构人物收益的禁令。

## 反响
《Vocaloid Kaito》發售當初只賣出五百套，相比《Vocaloid Meiko》的三千套顯得遜色，但是至2009年10月27日销量已經與《Vocaloid Meiko》同為約五千套。然而到了2007年8月，在Niconico动画上陆续出现使用《初音未来》的视频并且颇受欢迎，随之Kaito也迎来热度，尽管Kaito并非像初音未来那样是以角色为概念的产品，但还是被创作者们接受为「初音未来相关的角色」，使用Kaito的视频陆续出现也迅速增加了Kaito的曝光率。早期Kaito常被与初音未来和Meiko搭配使用作二重唱，直到一首〈千年的独奏曲〉（千年の独奏歌）的出现打破这样的情形，这首由Vocaloid-P Yanagi专门为Kaito量身定做的民俗流派歌曲不仅刻画出了Kaito的个人魅力，还在网站内引起了民俗流派的创作风向，这些歌曲被归类为「Vocaloid民族調曲」，Kaito在这些歌曲中也有着很高的使用量。